# Lantriac

Lantriac este o comună în departamentul Haute-Loire, Franța. În 2009 avea o populație de 1,852 de locuitori.